# Lena Wall
Lena Wall, född 29 november 1965, är en svensk barnboksförfattare, bosatt i Ronneby.
Lena Wall har arbetat inom förskola, administration och trädgårdsskötsel samt på bibliotek med inriktning mot barn och ungdomar. Wall debuterade år 2021 med Samir hittar hem. Hon tilldelades år 2021 Ronneby kommuns kulturstipendium .